# Sentinel 3A
Sentinel 3A – satelita obserwacji Ziemi, użytkowany przez Europejską Agencję Kosmiczną, zbudowany w ramach programu Copernicus pierwszy satelita serii Sentinel-3. Jego zadaniem jest obserwacja oceanów.

## Misja
Pierwotny termin startu satelity był wstępnie planowany na grudzień 2015, jednak problemy z transportem satelity z hali montażowej w Cannes do rosyjskiego kosmodromu spowodowały przesunięcie startu na styczeń 2016. 28 listopada 2015 satelita został dostarczony na pokładzie samolotu An-124 na port lotniczy Talagi w obw. archangielskim. 17 grudnia satelita przeszedł testy przedstartowe, po czym został umieszczony w magazynie do zakończenia przerwy świątecznej, trwającej do 11 stycznia 2016. Po przerwie start zaplanowano na 4 lutego, jednak problemy z wyrzutnią spowodowały przełożenie startu na 16 lutego.
Sentinel 3A wystartował 16 lutego 2016 o 17:57 UTC na pokładzie rakiety Rokot. 79 minut po starcie odłączył się od stopnia Briz-KM. 92 minuty po starcie kontrolerzy naziemni nawiązali łączność z satelitą.
29 lutego 2016 Sentinel 3A przesłał pierwsze zdjęcia na Ziemię. Przedstawiały one Svalbard wraz z częścią arktycznej pokrywy lodowej w pobliżu terminatora.